# Shilling est-africain
Le shilling est-africain est l'ancienne monnaie en circulation dans les territoires sous administration britannique en Afrique orientale entre 1921 et 1966, produite par l’East African Currency Board, puis, à partir de 1967, pour la Communauté d'Afrique de l'Est, jusqu'en 1969. 

## Histoire
Avant 1971, la livre sterling, la monnaie du Royaume-Uni se divisait en vingt shillings et 240 pence. Toutefois, en Afrique orientale britannique, c’est le shilling qui était considéré comme l’unité principale, divisé en 100 cents. En effet, il remplaça le florin est-africain en 1921 au taux de deux shillings pour un florin, lui-même successeur de la roupie est-africaine pour une très brève période. 
En 1936, le shilling est-africain remplaça la roupie de Zanzibar, puis en 1951, la roupie indienne dans la colonie d'Aden, qui devint la Fédération d'Arabie du Sud en 1963. En 1965, l’East African Currency Board était sur le point d’être dissous, le dinar d'Arabie du Sud remplaça le shilling au taux de 20 shillings pour un dinar.

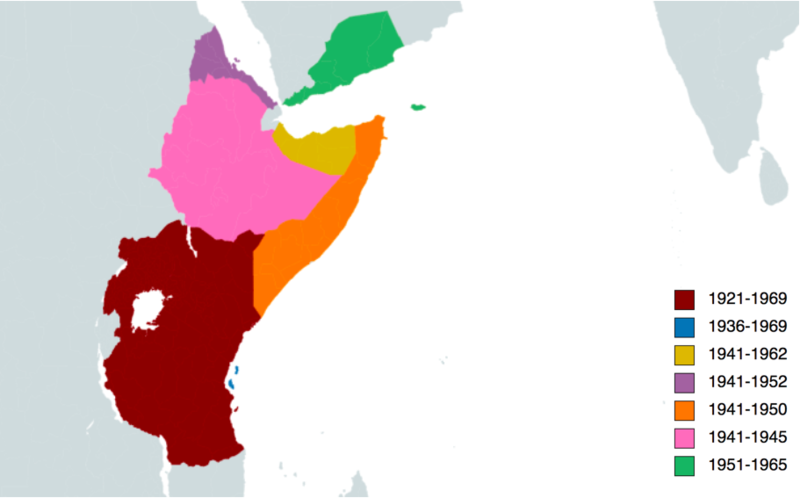
L'aire de diffusion du shilling est-africain (1921-1969).

Le shilling eut également cours dans certaines régions des actuelles Somalie, Éthiopie et Érythrée lorsqu’elles se trouvèrent sous contrôle britannique. Avant 1941, ces zones, regroupées dans l’Afrique orientale italienne, utilisaient la Lire de l'Afrique orientale italienne. Le shilling y fut introduit au taux d’un shilling pour 24 lires. La Somalie italienne fut rétrocédée à l’Italie en 1949 et adopta le somalo du territoire sous tutelle de la Somalie, à parité avec le shilling. En 1960, la Somalie britannique accéda à l’indépendance et fusionna avec la partie sous tutelle italienne pour créer la Somalie. La même année, la Somalie adopta le Shilling somalien à parité avec le shilling est-africain, ce dernier conservant un cours légal jusqu’à l’année suivante. 
L’Éthiopie, quant à elle, retrouva partiellement son indépendance dès 1941, avec la coopération de la Grande-Bretagne, qui y introduit le shilling est-africain. Le thaler de Marie-Thérèse, la roupie indienne et la livre égyptienne y eurent également cours jusqu’à une date indéterminée. La souveraineté fut intégralement restaurée en 1944 et le birr éthiopien réintroduit en 1945 au taux d’un birr pour deux shillings. L’Érythrée fut prise à l’Italie en 1941 et le shilling y fut également introduit, parallèlement à la livre égyptienne, la lire étant démonétisée en 1942. L’Érythrée adopta le birr lors de son annexion par l’Éthiopie en 1952.
Dans les années 2010, l'idée d'un second shilling est-africain émerge au sein de la Communauté d'Afrique de l'Est, laquelle fut refondée en 2000. L'actualisation de cette monnaie commune plusieurs fois repoussée semble désormais viser la date de 2024.

## Pièces et billets
Des pièces furent frappées pour des valeurs échelonnées d’un cent à un shilling. 
En 1921, des billets furent imprimés pour des valeurs de 5, 10, 20, 100, 200, 1 000 et 10 000 shillings, les billets de 20 shillings et plus affichant également le montant correspondant en livres sterling, soit 1 £, 5 £, 10 £, 50 £ et 500 £. En 1943, des billets d’un shilling furent émis pour la première et dernière fois. L’impression des billets de 1 000 shillings cessa en 1933 et celle des billets de 10 000 shillings en 1947. Les autres valeurs furent réimprimées jusqu’en 1964.

Pièces de monnaie émises
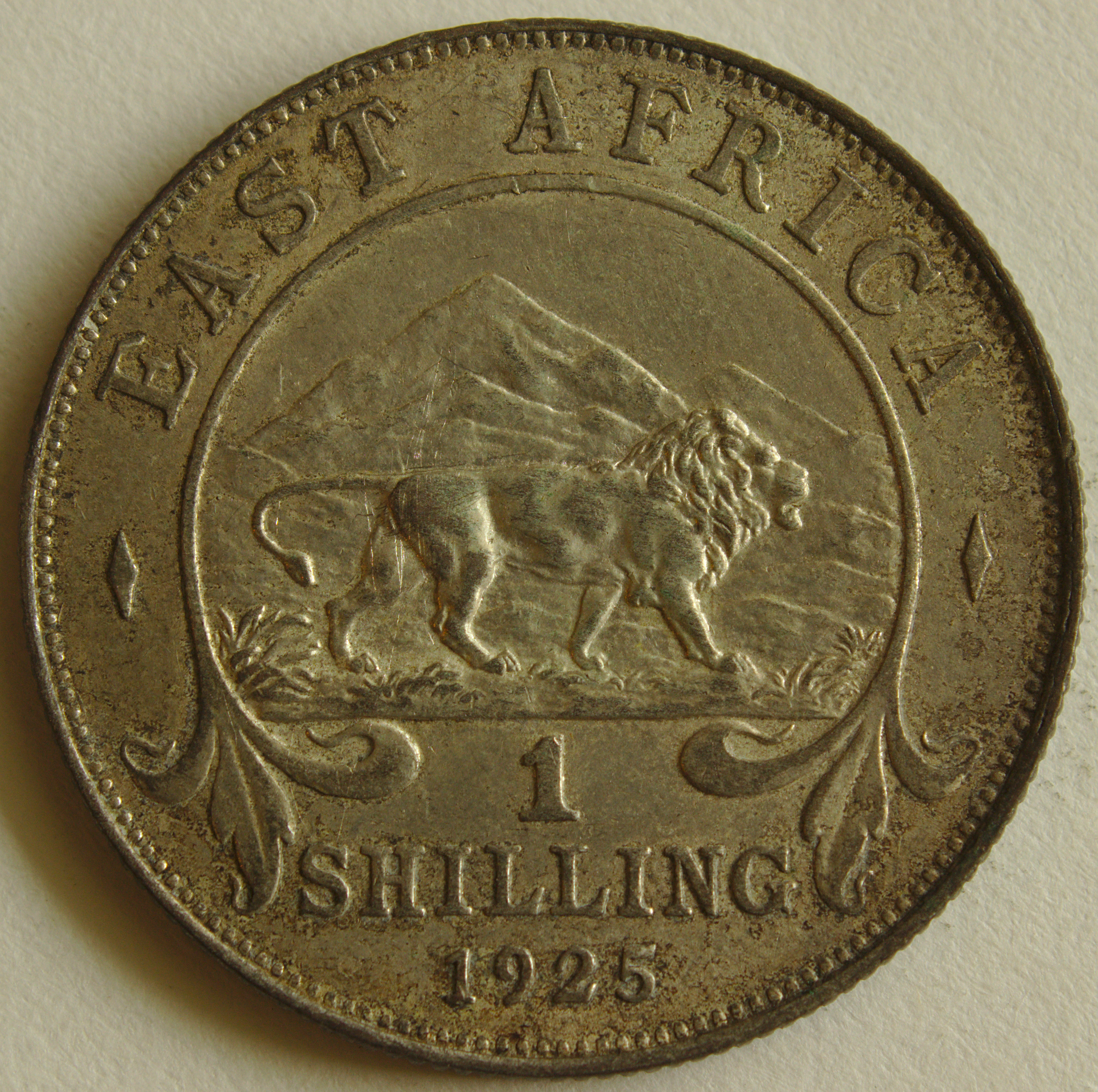
Pièce d’un shilling est-africain, frappée en 1925, revers, argent.
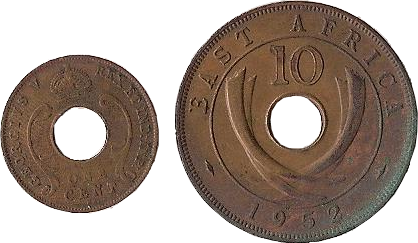
Pièces d’un cent (avant 1936, avers) et d’un shilling est-africain (1952, revers), bronze.